# 索罟群島

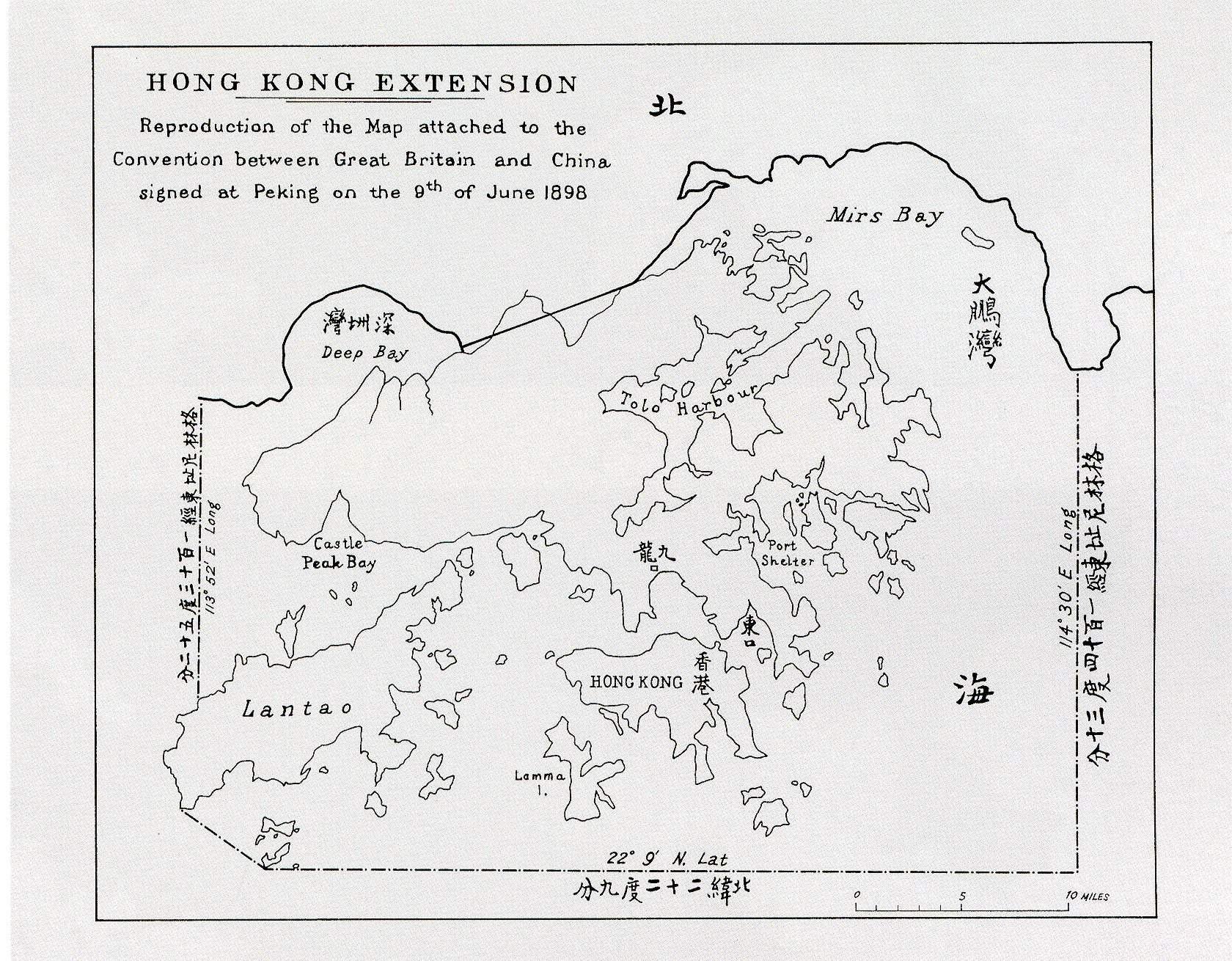
1898年港英《展拓香港界址專條》地圖，索罟群島位於邊界線上

現時香港地圖，可見轄區變化

索罟群島（英語：Soko Islands）是香港的一組群島，位於新界大嶼山離島區南部水口半島對出海域，為香港境內最南區域，鄰近由廣東省珠海市香洲區桂山鎮管轄的桂山島。索罟群島連同鄰近水域已被劃定為南大嶼海岸公園。

## 組成島嶼
索罟群島主要由以下島嶼及礁石群所組成：
- 大鴉洲、圓崗洲
- 小鴉洲、灣口洲
- 樟木頭、高排、龍船排
- 孖洲、圓洲、石洲
- 頭顱洲

## 歷史
古時該島附近是蜑家出沒的範圍。1982年及2005年大鴉洲出土新石器時代 （公元前4500年 - 前1500年） 文物，包括：石鑽、石錛、石杵。
在清朝嘉慶年間（1796年－1820年）索罟群島是張保仔海盜的據點，直至1810年，張保仔接受了清朝招安，該島才恢復有人居住。已知最早的祖墳是立於清朝嘉慶十二年（1807年），寫著周門李氏。

### 農村
1970年代大鴉洲、小鴉洲有三大姓氏。楊姓和吳姓在大鴉洲；周姓，則住小鴉洲。大鴉洲村有超過220名村民，小鴉洲村最高峰時則有超過一百人。

### 越南船民羈留中心
1989年，為了應付香港越南船民問題，香港政府於在大鴉洲飛機頂以南的平地上建立了一座越南船民羈留中心，用以收容約5,000名越南船民。1989年8月27日早上，該處發生船民暴動，逾千名船民襲擊50名當值警務人員，警員一度撤離，水警派出百多名防暴隊鎮壓，警方共施放四十一發催淚彈，拘捕1名船民，事件造成當中21名警務人員、2名警長及4名船民受傷。時至翌日，警察成功收復全島。至1996年9月，該處關閉

### 近代發展
2006年，在港燈佔3%權益的廣東大鵬液化天然氣接收站開始向香港（包括南丫發電廠）輸氣後，中華電力建議在大鴉洲興建液化天然氣接收站，項目包括容量逾200公噸的液化天然氣儲存缸、連接大鴉洲至龍鼓灘發電廠的供氣管道、海底電纜及輸水管等最後在2008年放棄，而中電改為與英國天然氣合作在內地興建液化天然氣接收站。。
2006年6月24日，小鴉洲低放射性廢物貯存設施開始運作，預計可爲香港未來一百年存放低放射性廢物提供服務，建築費約爲7800萬港元，設有貯存庫、自動化控制室、設備齊全的實驗室和經過特別設計的廢物收集及處理區，由環境運輸及工務局負責管理，以取代灣仔皇后大道東廢棄防空隧道內的舊貯存設施，相關廢物於2005年連串搬遷行動中被運送到小鴉洲的貯存設施。
2015年3月，大嶼山發展諮詢委員會討論大嶼山南部的康樂及旅遊發展，包括初步研究在長沙及索罟群島大鴉洲發展水療及消閒度假村的可行性，擬定一個符合環境保護原則及商業上可行的水療度假村發展計劃。同年4月發展局副局長馬紹祥透露，有關部門正考慮在該處引入市集，以中型規模的模式發展，期望將大嶼山發展成香港人的旅行首選地點。
2022年6月30日，南大嶼海岸公園成立，範圍包括索罟群島和鄰近水域。